# Сильченко, Илья Герасимович
Илья Герасимович Сильченко — советский хозяйственный, государственный и политический деятель.

## Биография
Родился в 1897 году в селе Репец. Член КПСС.
С 1918 года — на хозяйственной, общественной и политической работе. В 1918—1958 гг. — ветеринарный врач в Кабардино-Балкарской автономной области, младший ветврач, старший ветврач, начальник ветеринарной части, заместитель начальника колонии по эвакуации элитных лошадей «Золотой фонд» военно-конного завода им. С. М. Буденного, начальник Ветеринарного отдела Управления военных конных заводов в г. Ростове-на-Дону
За выведение новых пород верховой лошади «Будённовская» и «Терская» был в составе коллектива удостоен Сталинской премии за выдающиеся изобретения и коренные усовершенствования методов производственной работы 1949 года.
Умер в 1958 году.